# دييغو مونتيل (لاعب كرة قدم)
دييغو مونتيل (بالسويدية: Diego Montiel)‏ هو لاعب كرة قدم سويدي في مركز الوسط، ولد في 26 أبريل 1995 في السويد. لعب مع نادي أورغريته.

## وصلات خارجية
- دييغو مونتيل (لاعب كرة قدم) على موقع اتحاد السويد (السويدية)
- دييغو مونتيل (لاعب كرة قدم) على موقع قاعدة بيانات كرة القدم.إي يو (الإنجليزية)
- دييغو مونتيل (لاعب كرة قدم) على موقع Soccerway.com (الإنجليزية)